# Alpine Skiweltmeisterschaften 2013/Teilnehmer
Für die 42. Alpinen Skiweltmeisterschaften 2013 in Schladming wurden laut dem Veranstalter 609 Sportler aus 70 Nationen gemeldet, deren Zahl bis zum 15. Februar 2013 sich durch drei Nachmeldungen aus drei Ländern auf 612 Athleten aus 72 Ländern erhöhte.

## Albanien(ALB)
| Herren - Erjon Tola Riesenslalom: 54. Platz | Damen |

## Amerikanische Jungferninseln(ISV)
| Herren | Damen - Veronica Gaspar Riesenslalom: 84. Platz |

## Andorra(AND)
| Herren - Kevin Esteve Super-G: 45. Platz Abfahrt: 30. Platz Super-Kombination: 14. Platz Riesenslalom: im 2. Durchgang der Qualifikation ausgeschieden - Marc Oliveras Super-G: ausgeschieden Abfahrt: 32. Platz Super-Kombination: 27. Platz Riesenslalom: im 1. Durchgang ausgeschieden - Nil Ruiz Antuna - Joan Verdú Sánchez Riesenslalom: 39. Platz - Roger Vidosa Riesenslalom: 40. Platz | Damen - Mireia Gutiérrez Super-Kombination: im Slalom ausgeschieden |

## Argentinien(ARG)
| Herren - Jorge Francisco Birkner Ketelhohn Super-G: 43. Platz Riesenslalom: im 1. Durchgang ausgeschieden - Ignacio Freeman Crespo Super-G: ausgeschieden Abfahrt: 46. Platz Super-Kombination: in der Abfahrt ausgeschieden - Sebastiano Gastaldi Riesenslalom: im 1. Durchgang ausgeschieden - Rodrigo Murtagh Riesenslalom: 68. Platz - Cristian Javier Simari Birkner Super-G: 57. Platz Abfahrt: 45. Platz Super-Kombination: 22. Platz Riesenslalom: 41. Platz | Damen - Salomé Báncora Riesenslalom: 49. Platz - Nicol Gastaldi - Julietta Quiroga Riesenslalom: im 1. Durchgang ausgeschieden - Macarena Simari Birkner Super-G: nicht gestartet1 Super-Kombination: 26. Platz Riesenslalom: im 1. Durchgang disqualifiziert - María Belén Simari Birkner Super-G: nicht gestartet1 Super-Kombination: im Slalom ausgeschieden Riesenslalom: 43. Platz |

## Armenien(ARM)
| Herren - Arsen Ghasarjan Riesenslalom: 84. Platz - Dawit Chatschatrjan Riesenslalom: im 2. Durchgang der Qualifikation ausgeschieden - Jura Manukjan Riesenslalom: nicht gestartet - Arsen Nersisjan Riesenslalom: 66. Platz | Damen - Tatewik Muradjan Riesenslalom: im 1. Durchgang disqualifiziert |

## Aserbaidschan(AZE)
| Herren - Patrick Brachner Riesenslalom: im 1. Durchgang ausgeschieden - Cedric Notz | Damen |

## Australien(AUS)
| Herren - Luc Henri Chevalier - Jackson Coull Super-G: 61. Platz - Dominic Demschar - Luke Laidlaw Riesenslalom: 42. Platz - Ross Peraudo Riesenslalom: im 1. Durchgang der Qualifikation ausgeschieden - Mike Rishworth Riesenslalom: 45. Platz - Sam Robertson Super-G: 55. Platz | Damen - Emily Bamford - Joelle Chevalier - Greta Small Super-G: nicht gestartet1 Super-Kombination: 25. Platz Abfahrt: 33. Platz Riesenslalom: 45. Platz |

## Belarus(BLR)
| Herren - Juryj Danilatschkin Super-G: 53. Platz Abfahrt: ausgeschieden Super-Kombination: 19. Platz Riesenslalom: 43. Platz - Wjatschaslau Judsin Riesenslalom: 81. Platz | Damen - Anastassija Ljossik Riesenslalom: im 1. Durchgang ausgeschieden - Maryja Schkanawa Super-G: nicht gestartet1 Super-Kombination: 30. Platz Riesenslalom: im 1. Durchgang ausgeschieden |

## Belgien(BEL)
| Herren - Kai Alaerts - Xan Alaerts - Sam Greefs Riesenslalom: 61. Platz - Leo Lamon - Bart Mollin - Frederik Van Buynder - Jeroen Van den Bogaert - Dries Van den Broecke | Damen - Isabel Van Buynder Super-G: nicht gestartet1 Super-Kombination: 29. Platz Abfahrt: 35. Platz Riesenslalom: 64. Platz - Marjolein Decroix - Karen Persyn |

## Bosnien und Herzegowina(BIH)
| Herren - Haris Hodžić Riesenslalom: im 1. Durchgang der Qualifikation ausgeschieden - Igor Laikert Super-G: 48. Platz Abfahrt: ausgeschieden Super-Kombination: 21. Platz - Marko Rudić Riesenslalom: 58. Platz - Kerim Sabljica Riesenslalom: nicht gestartet | Damen - Sumejja Hadžić Riesenslalom: 74. Platz - Amira Halilović Riesenslalom: 67. Platz - Kristina Kusmuk Riesenslalom: 71. Platz - Žana Novaković Riesenslalom: 44. Platz |

## Brasilien(BRA)
| Herren - Fabio Guglielmini Riesenslalom: im 1. Durchgang der Qualifikation ausgeschieden - Jhonatan Longhi Riesenslalom: im 1. Durchgang disqualifiziert | Damen |

## Bulgarien(BUL)
| Herren - Georgi Georgiew Super-G: 52. Platz Super-Kombination: im Slalom ausgeschieden - Swetoslaw Georgiew Super-G: 46. Platz Abfahrt: 40. Platz - Stefan Prissadow Riesenslalom: im 1. Durchgang ausgeschieden - Nikola Tschongarow Super-G: 38. Platz Abfahrt: ausgeschieden Super-Kombination: 17. Platz Riesenslalom: 34. Platz | Damen - Marija Kirkowa Super-G: nicht gestartet1 Super-Kombination: in der Abfahrt nicht gestartet Abfahrt: nicht gestartet Riesenslalom: im 1. Durchgang ausgeschieden - Alexandra Popowa |

## Chile(CHI)
| Herren - Martin Anguita - Benjamín Carvallo - Nicolás Carvallo - Eugenio Claro Riesenslalom: 46. Platz - José Tomás Echeverría Riesenslalom: im 1. Durchgang der Qualifikation ausgeschieden - Sebastian Pfingsthorn Riesenslalom: im 1. Durchgang der Qualifikation ausgeschieden - Stephan Sumps Super-G: 66. Platz - Henrik von Appen Riesenslalom: 67. Platz | Damen - Noelle Barahona Riesenslalom: 66. Platz - Candelaria Briceño - Javiera Cea Riesenslalom: im 1. Durchgang ausgeschieden - Macarena Montesinos Riesenslalom: 77. Platz - Stefanie Vyhmeister Riesenslalom: 73. Platz |

## Volksrepublik China(CHN)
| Herren - Huang Haibin Riesenslalom: im 1. Durchgang der Qualifikation ausgeschieden - Li Lei nicht gestartet - Zhang Yuxin Riesenslalom: im 1. Durchgang ausgeschieden | Damen - Li Yang Riesenslalom: nicht gestartet - Qin Xiyue Riesenslalom: im 1. Durchgang ausgeschieden - Xia Lina Riesenslalom: im 1. Durchgang ausgeschieden |

## Dänemark(DEN)
| Herren - Kristian Lyhne Damgård - Christoffer Faarup Super-G: 56. Platz Abfahrt: 37. Platz Super-Kombination: disqualifiziert (Abfahrt) Riesenslalom: 51. Platz - Malik Holm Riesenslalom: im 1. Durchgang der Qualifikation ausgeschieden - Kasper Jacobsen Astorp Riesenslalom: im 1. Durchgang der Qualifikation ausgeschieden - Frederic Ramsgaard Ørum - Lasse Kamp Simonsen - Oskar Emil Vedsted-Jacobsen Riesenslalom: im 1. Durchgang der Qualifikation ausgeschieden - Christian Vial | Damen - Charlotte Techen Lemgart Riesenslalom: 70. Platz - Malene Madsen Riesenslalom: im 1. Durchgang ausgeschieden |

## Deutschland(GER)
| Herren - Fritz Dopfer Mannschaftswettbewerb: Bronze Riesenslalom: 7. Platz - Josef Ferstl - Stephan Keppler Super-G: 33. Platz Abfahrt: 24. Platz - Stefan Luitz Mannschaftswettbewerb: Bronze Riesenslalom: im 1. Durchgang disqualifiziert - Felix Neureuther Mannschaftswettbewerb: Bronze Riesenslalom: 10. Platz Slalom: 2. Platz - Andreas Sander - Philipp Schmid - Tobias Stechert Super-G: 24. Platz - Dominik Stehle | Damen - Fanny Chmelar - Lena Dürr Super-G: 30. Platz Mannschaftswettbewerb: Bronze Riesenslalom: im 2. Durchgang nicht gestartet - Christina Geiger - Maria Höfl-Riesch Super-G: ausgeschieden Super-Kombination: Gold Abfahrt: Bronze Mannschaftswettbewerb: Bronze Riesenslalom: 9. Platz - Simona Hösl - Veronique Hronek Super-G: ausgeschieden Abfahrt: ausgeschieden Super-Kombination: 12. Platz Mannschaftswettbewerb: Bronze Riesenslalom: 17. Platz - Viktoria Rebensburg Super-G: 8. Platz Riesenslalom: 11. Platz - Veronika Staber - Gina Stechert - Susanne Weinbuchner - Barbara Wirth |

## Estland(EST)
| Herren - Warren Cummings Smith Riesenslalom: im 1. Durchgang ausgeschieden | Damen |

## Finnland(FIN)
| Herrn - Victor Malmström Mannschaftswettbewerb: 9. Platz Riesenslalom: im 1. Durchgang ausgeschieden - Santeri Paloniemi - Eemeli Pirinen Mannschaftswettbewerb: 9. Platz Riesenslalom: 30. Platz - Andreas Romar Super-G: 17. Platz Abfahrt: 5. Platz Super-Kombination: 4. Platz - Marcus Sandell Super-G: 29. Platz Mannschaftswettbewerb: 9. Platz Riesenslalom: 12. Platz - Samu Torsti Riesenslalom: 32. Platz | Damen - Nina Halme Mannschaftswettbewerb: 9. Platz Riesenslalom: 38. Platz - Tanja Poutiainen Mannschaftswettbewerb: 9. Platz Riesenslalom: 15. Platz Slalom: 4. Platz - Merle Soppela Mannschaftswettbewerb: 9. Platz Riesenslalom: im 1. Durchgang ausgeschieden |

## Frankreich(FRA)
| Herren - Yannick Bertrand - Johan Clarey - Mathieu Faivre Riesenslalom: 21. Platz - Thomas Fanara Riesenslalom: im 1. Durchgang ausgeschieden - Guillermo Fayed Abfahrt: 21. Platz - Jean-Baptiste Grange - Thomas Mermillod Blondin Super-G: 21. Platz Super-Kombination: im Slalom disqualifiziert Mannschaftswettbewerb: 5. Platz - Steve Missillier Mannschaftswettbewerb: 5. Platz - Victor Muffat-Jeandet - Alexis Pinturault Super-G: 6. Platz Super-Kombination: 6. Platz Riesenslalom: 5. Platz Slalom: 6. Platz - David Poisson Abfahrt: Bronze - Cyprien Richard Riesenslalom: 19. Platz - Gabriel Rivas - Brice Roger Abfahrt: 15. Platz Super-Kombination: in der Abfahrt ausgeschieden - Gauthier de Tessières Super-G: Silber - Adrien Théaux Super-G: 9. Platz Abfahrt: 10. Platz Super-Kombination: im Slalom ausgeschieden - Steven Théolier Mannschaftswettbewerb: 5. Platz | Damen - Sandrine Aubert - Margot Bailet - Taïna Barioz - Anne-Sophie Barthet Super-Kombination: 16. Platz Mannschaftswettbewerb: 5. Platz Riesenslalom: 20. Platz - Adeline Baud - Marion Bertrand Riesenslalom: 16. Platz - Marie Marchand-Arvier Super-G: 14. Platz Abfahrt: 14. Platz - Anémone Marmottan Mannschaftswettbewerb: 5. Platz Riesenslalom: im 1. Durchgang ausgeschieden - Romane Miradoli - Laurie Mougel - Nastasia Noens - Jennifer Piot - Marion Rolland Super-G: 22. Platz Abfahrt: Gold - Tessa Worley Super-G: 27. Platz Mannschaftswettbewerb: 5. Platz Riesenslalom: Gold |

## Georgien(GEO)
| Herren - Iason Abramaschwili Riesenslalom: im 2. Durchgang ausgeschieden - Aleksi Beniaidse Riesenslalom: im 1. Durchgang der Qualifikation ausgeschieden - Sosso Dschaparidse Riesenslalom: im 1. Durchgang der Qualifikation ausgeschieden - Dschaba Gelaschwili Riesenslalom: im 1. Durchgang ausgeschieden | Damen - Nino Ziklauri Riesenslalom: 61. Platz |

## Griechenland(GRE)
| Herren - Ioannis Antoniou Riesenslalom: 75. Platz - Nikos Bonou - Kostas Sykaras Riesenslalom: im 2. Durchgang der Qualifikation ausgeschieden - Massimiliano Valcareggi Riesenslalom: 50. Platz | Damen - Anastasia Kokkini Riesenslalom: 80. Platz - Areti Maragkou Riesenslalom: 86. Platz - Paraskevi Mavridou Riesenslalom: 89. Platz - Sophia Ralli Riesenslalom: 79. Platz |

## Großbritannien(GBR)
| Herren - Dave Ryding | Damen - Chemmy Alcott Super-G: 24. Platz |

## Haiti(HAI)
| Herren - Benoît Etoc Riesenslalom: im 2. Durchgang der Qualifikation ausgeschieden - Jean-Pierre Roy Riesenslalom: 94. Platz | Damen |

## Indien(IND)
| Herren - Arif Khan Riesenslalom: 91. Platz - Sunny Kumar Riesenslalom: im 1. Durchgang der Qualifikation ausgeschieden - Himanshu Thakur Riesenslalom: im 1. Durchgang der Qualifikation ausgeschieden | Damen - Varsha Devi Riesenslalom: 103. Platz - Aanchal Thakur Riesenslalom: 102. Platz |

## Iran(IRI)
| Herren - Seyed Morteza Jafari Riesenslalom: 72. Platz - Mohammad Kiya Darbandsari Riesenslalom: 48. Platz - Hossein Saveh Shemshaki Riesenslalom: im 2. Durchgang der Qualifikation ausgeschieden - Porya Saveh Shemshaki Riesenslalom: im 1. Durchgang der Qualifikation ausgeschieden - Porya Saveh Shemshaki - Mahdi Sologhani | Damen - Forough Abbasi - Marjan Kalhor Riesenslalom: 99. Platz - Mitra Kalhor Riesenslalom: 100. Platz - Ziba Kalhor Riesenslalom: 96. Platz - Fatemeh Kiadarbandsari Riesenslalom: 97. Platz - Samira Rajabblokat |

## Irland(IRE)
| Herren - Hubert Gallagher Riesenslalom: im 1. Durchgang der Qualifikation ausgeschieden - Conor Lyne Riesenslalom: 52. Platz | Damen - Victoria Bell Riesenslalom: im 1. Durchgang ausgeschieden |

## Island(ISL)
| Herren - Magnús Finnsson - Brynjar Jökull Guðmundsson Riesenslalom: 76. Platz - Arnar Geir Ísaksson Riesenslalom: 77. Platz - Einar Kristinn Kristgeirsson Riesenslalom: 55. Platz - Sturla Snær Snorrason | Damen - Erla Ásgeirsdóttir Riesenslalom: im 1. Durchgang ausgeschieden - Freydís Halla Einarsdóttir Riesenslalom: 63. Platz - María Guðmundsdóttir - Erla Guðný Helgadóttir - Helga María Vilhjálmsdóttir Riesenslalom: 64. Platz |

## Israel(ISR)
| Herren - Virgile Vandeput Riesenslalom: 65. Platz | Damen - Gitit Buchler Riesenslalom: 95. Platz - Yom Hirshfeld Riesenslalom: 82. Platz - Ronnie Kiek Riesenslalom: im 1. Durchgang disqualifiziert |

## Italien(ITA)
| Herren - Massimiliano Blardone Riesenslalom: 11. Platz - Peter Fill Super-G: 14. Platz Abfahrt: 12. Platz - Stefano Gross - Werner Heel Super-G: 20. Platz Abfahrt: 16. Platz - Christof Innerhofer Super-G: 7. Platz Abfahrt: 14. Platz Super-Kombination: im Slalom ausgeschieden - Siegmar Klotz Super-G: 22. Platz Super-Kombination: in der Abfahrt ausgeschieden - Matteo Marsaglia Super-G: 11. Platz Super-Kombination: 28. Platz Mannschaftswettbewerb: 9. Platz - Manfred Mölgg Riesenslalom: Bronze - Roberto Nani Mannschaftswettbewerb: 9. Platz Riesenslalom: 23. Platz - Dominik Paris Abfahrt: Silber Super-Kombination: 9. Platz - Giuliano Razzoli - Davide Simoncelli Mannschaftswettbewerb: 9. Platz Riesenslalom: 6. Platz - Patrick Thaler - Mirko Deflorian | Damen - Michela Azzola - Chiara Costazza Mannschaftswettbewerb: 9. Platz - Elena Curtoni Super-G: 18. Platz Mannschaftswettbewerb: 9. Platz - Irene Curtoni Super-Kombination: 13. Platz Riesenslalom: 14. Platz - Elena Fanchini Super-Kombination: 15. Platz Abfahrt: 9. Platz - Nadia Fanchini Super-G: 21. Platz Abfahrt: Silber Riesenslalom: im 1. Durchgang ausgeschieden - Sofia Goggia Super-G: 4. Platz Super-Kombination: 7. Platz Abfahrt: 22. Platz - Denise Karbon Mannschaftswettbewerb: 9. Platz Riesenslalom: im 2. Durchgang nicht gestartet - Daniela Merighetti Super-G: 7. Platz Super-Kombination: im Slalom nicht gestartet Abfahrt: ausgeschieden - Manuela Mölgg Riesenslalom: 11. Platz |

## Jamaika(JAM)
| Herren - Michael E. Williams Riesenslalom: 96. Platz | Damen |

## Japan(JPN)
| Herren - Tomoya Ishii Riesenslalom: 29. Platz - Ryunosuke Ohkoshi Riesenslalom: 36. Platz - Akira Sasaki - Naoki Yuasa | Damen - Emi Hasegawa Riesenslalom: 19. Platz - Mizue Hoshi Riesenslalom: 31. Platz - Emiko Kiyosawa |

## Kanada(CAN)
| Herren - Phil Brown Mannschaftswettbewerb: 4. Platz Riesenslalom: 35. Platz - Dustin Cook Riesenslalom: im 2. Durchgang ausgeschieden - Julien Cousineau - Erik Guay Super-G: 23. Platz Abfahrt: disqualifiziert - Jan Hudec Super-G: 12. Platz Abfahrt: 9. Platz - Michael Janyk Mannschaftswettbewerb: 4. Platz - John Kucera - Manuel Osborne-Paradis Super-G: 16. Platz Abfahrt: 18. Platz - Trevor Philp - Erik Read - Jean-Philippe Roy - Benjamin Thomsen Super-G: 19. Platz Abfahrt: 17. Platz | Damen - Marie-Michèle Gagnon Mannschaftswettbewerb: 4. Platz Riesenslalom: 8. Platz - Erin Mielzynski Mannschaftswettbewerb: 4. Platz - Brittany Phelan Mannschaftswettbewerb: 4. Platz - Marie-Pier Préfontaine Super-G: 28. Platz Riesenslalom: 28. Platz - Ève Routhier - Elli Terwiel Mannschaftswettbewerb: 4. Platz - Mikaela Tommy Riesenslalom: im 1. Durchgang ausgeschieden - Larisa Yurkiw Super-G: 23. Platz Super-Kombination: im Slalom ausgeschieden Abfahrt: 28. Platz |

## Kasachstan(KAZ)
| Herren - Martin Chuber Super-G: 47. Platz Abfahrt: 41. Platz Super-Kombination: in der Abfahrt ausgeschieden - Dmitri Koschkin Super-G: ausgeschieden Abfahrt: 39. Platz Super-Kombination: im Slalom ausgeschieden - Taras Pimenow Super-G: 58. Platz Abfahrt: 43. Platz Super-Kombination: disqualifiziert (Abfahrt) - Igor Sakurdajew Super-G: 54. Platz Abfahrt: 35. Platz Super-Kombination: im Slalom ausgeschieden | Damen - Ljudmila Fedotowa Super-G: nicht gestartet1 |

## Kirgisistan(KGZ)
| Herren - Igor Borissow Riesenslalom: im 1. Durchgang der Qualifikation ausgeschieden - Iwan Borissow - Jewgeni Timofejew Riesenslalom: 80. Platz - Andrei Trelewski - Dmitri Trelewski Riesenslalom: im 1. Durchgang der Qualifikation ausgeschieden - Sergei Trelewski Riesenslalom: im 2. Durchgang der Qualifikation ausgeschieden | Damen - Olga Paljutkina Riesenslalom: 90. Platz |

## Kroatien(CRO)
| Herren - Sebastian Brigović Super-G: 51. Platz - Elias Kolega Riesenslalom: 69. Platz - Ivica Kostelić Super-G: 28. Platz Abfahrt: 20. Platz Super-Kombination: Silber Mannschaftswettbewerb: 9. Platz Riesenslalom: 25. Platz - Istok Rodeš Super-G: 62. Platz - Dalibor Šamšal Mannschaftswettbewerb: 9. Platz - Max Ullrich Super-G: 44. Platz Abfahrt: ausgeschieden Super-Kombination: im Slalom ausgeschieden - Matej Vidović - Leo Vukelić Riesenslalom: im 1. Durchgang ausgeschieden - Natko Zrnčić-Dim - Filip Zubčić Mannschaftswettbewerb: 9. Platz Riesenslalom: 28. Platz | Damen - Matea Ferk - Andrea Komšić Super-G: nicht gestartet1 Super-Kombination: 31. Platz Abfahrt: 36. Platz Mannschaftswettbewerb: 9. Platz - Iva Mišak - Sofija Novoselić Mannschaftswettbewerb: 9. Platz - Tea Palić Riesenslalom: im 1. Durchgang ausgeschieden - Matilda Šola Riesenslalom: 50. Platz - Saša Tršinski Super-G: nicht gestartet1 Mannschaftswettbewerb: 9. Platz Riesenslalom: 47. Platz - Tamara Zubčić Riesenslalom: 62. Platz |

## Lettland(LAT)
| Herrn - Roberts Brishka Riesenslalom: 85. Platz - Kaspars Daugulis - Mārtiņš Onskulis - Roberts Rode Super-G: 64. Platz Abfahrt: 42. Platz Super-Kombination: in der Abfahrt ausgeschieden - Toms Sarkanis - Ģirts Zīle Riesenslalom: im 1. Durchgang der Qualifikation ausgeschieden - Kristaps Zvejnieks Riesenslalom: 38. Platz - Miks Zvejnieks Riesenslalom: im 2. Durchgang der Qualifikation ausgeschieden | Damen - Agnese Āboltiņa Riesenslalom: 83. Platz - Anna Bondare - Liene Bondare Riesenslalom: 75. Platz - Lelde Gasūna Riesenslalom: 51. Platz - Katrīna Krūmiņa Riesenslalom: 78. Platz - Ieva Meldere |

## Libanon(LIB)
| Herren - Michael Chaker Riesenslalom: im 1. Durchgang der Qualifikation ausgeschieden - Dani Chamoun Riesenslalom: 92. Platz - Tarek Fenianos Riesenslalom: 89. Platz - Alexandre Mohbat Riesenslalom: 57. Platz | Damen - Yara Chaker - Jacky Chamoun Riesenslalom: 93. Platz - Celine Keirouz Riesenslalom: 98. Platz - Natacha Mohbat Riesenslalom: 85. Platz - Lea Nassar Riesenslalom: im 1. Durchgang ausgeschieden - Chirine Njeim |

## Liechtenstein(LIE)
| Herren - Nico Gauer Mannschaftswettbewerb: 9. Platz Riesenslalom: im 1. Durchgang der Qualifikation ausgeschieden - Simon Heeb Mannschaftswettbewerb: 9. Platz Riesenslalom: im 1. Durchgang ausgeschieden - Alexander Hilzinger - Manuel Hug Riesenslalom: im 2. Durchgang der Qualifikation disqualifiziert - Marco Pfiffner Mannschaftswettbewerb: 9. Platz Riesenslalom: 71. Platz | Damen - Anna-Laura Bühler Mannschaftswettbewerb: 9. Platz - Joana Frick Mannschaftswettbewerb: 9. Platz - Marina Nigg Mannschaftswettbewerb: 9. Platz - Tina Weirather Super-G: ausgeschieden Super-Kombination: im Slalom nicht gestartet Abfahrt: 13. Platz Riesenslalom: 27. Platz |

## Litauen(LTU)
| Herrn - Karolis Janulionis Riesenslalom: 88. Platz - Simonas Masalskas Riesenslalom: im 1. Durchgang der Qualifikation ausgeschieden - Aivaras Tumas Riesenslalom: 83. Platz | Damen - Ieva Januškevičiūtė Riesenslalom: 81. Platz |

## Luxemburg(LUX)
| Herren - Gilles Bock Riesenslalom: 87. Platz - Geoffrey Osch Riesenslalom: im 1. Durchgang der Qualifikation ausgeschieden - Kim Yngland Riesenslalom: 62. Platz | Damen |

## Malta(MLT)
| Herren | Damen - Elise Pellegrin Riesenslalom: 76. Platz |

## Mazedonien(MKD)
| Herren - Dardan Dehari Riesenslalom: im 1. Durchgang der Qualifikation ausgeschieden - Besar Iljazi Riesenslalom: im 1. Durchgang der Qualifikation ausgeschieden - Gentian Kurtesi Riesenslalom: im 2. Durchgang der Qualifikation nicht gestartet - Marjan Našoku - Antonio Ristevski Riesenslalom: 49. Platz | Damen |

## Mexiko(MEX)
| Herren - Hubertus von Hohenlohe Riesenslalom: im 1. Durchgang der Qualifikation disqualifiziert | Damen |

## Moldawien(MDA)
| Herren - Mirko Deflorian Riesenslalom: im 1. Durchgang ausgeschieden - Georg Lindner Super-G: ausgeschieden | Damen |

## Monaco(MON)
| Herren - Olivier Jenot Riesenslalom: 44. Platz | Damen - Alexandra Coletti Super-G: nicht gestartet1 Super-Kombination: im Slalom ausgeschieden Abfahrt: 29. Platz |

## Montenegro(MNE)
| Herren - Tarik Hadžić Riesenslalom: 85. Platz - Bojan Kosić - Mladen Minić Riesenslalom: 63. Platz | Damen - Ivana Bulatović Riesenslalom: im 1. Durchgang ausgeschieden - Milena Radojičić Riesenslalom: im 1. Durchgang ausgeschieden |

## Neuseeland(NZL)
| Herren - Adam Barwood Riesenslalom: im 1. Durchgang ausgeschieden - Willis Feasey Super-G: ausgeschieden Abfahrt: 38. Platz Riesenslalom: 70. Platz - Ben Griffin Super-G: 39. Platz Riesenslalom: im 1. Durchgang ausgeschieden - Finlay Neeson - Jamie Prebble Super-G: 63. Platz Riesenslalom: im 2. Durchgang der Qualifikation ausgeschieden - Nick Prebble Super-G: 42. Platz | Damen - Piera Hudson Super-G: nicht gestartet1 Riesenslalom: im 2. Durchgang disqualifiziert - Harriet Miller-Brown Riesenslalom: im 1. Durchgang ausgeschieden - Taylor Rapley |

## Niederlande(NED)
| Herren - Maarten Meiners Super-G: ausgeschieden Super-Kombination: 20. Platz Riesenslalom: 37. Platz - Marvin van Heek Super-G: ausgeschieden Abfahrt: ausgeschieden Super-Kombination: in der Abfahrt ausgeschieden - Arjan Wanders Super-G: ausgeschieden Super-Kombination: 24. Platz - Steffan Winkelhorst Super-G: 59. Platz Riesenslalom: im 1. Durchgang ausgeschieden | Damen - Mandy Dirkzwager Riesenslalom: im 2. Durchgang ausgeschieden - Michelle van Herwerden - Adriana Jelinkova Riesenslalom: 40. Platz |

## Norwegen(NOR)
| Herren - Leif Kristian Haugen Mannschaftswettbewerb: 9. Platz Riesenslalom: 24. Platz - Kjetil Jansrud Super-G: ausgeschieden - Truls Johansen - Henrik Kristoffersen Mannschaftswettbewerb: 9. Platz Riesenslalom: 20. Platz - Truls Ove Karlsen - Aksel Lund Svindal Super-G: Bronze Abfahrt: Gold Super-Kombination: im Slalom ausgeschieden Riesenslalom: 4. Platz | Damen - Mona Løseth Mannschaftswettbewerb: 9. Platz Riesenslalom: 25. Platz - Nina Løseth Mannschaftswettbewerb: 9. Platz Riesenslalom: 35. Platz - Ragnhild Mowinckel Super-G: ausgeschieden Super-Kombination: 17. Platz Abfahrt: 27. Platz Riesenslalom: 21. Platz - Lotte Smiseth Sejersted Super-G: 13. Platz Super-Kombination: im Slalom ausgeschieden Abfahrt: 21. Platz Riesenslalom: 30. Platz |

## Österreich(AUT)
| Herren - Romed Baumann Super-G: 8. Platz Super-Kombination: Bronze - Frederic Berthold - Manuel Feller - Max Franz Abfahrt: 23. Platz - Reinfried Herbst - Marcel Hirscher Mannschaftswettbewerb: Gold Riesenslalom: Silber Slalom: Gold - Wolfgang Hörl - Johannes Kröll - Klaus Kröll Abfahrt: 4. Platz - Marcel Mathis Mannschaftswettbewerb: Gold Riesenslalom: 13. Platz - Mario Matt Slalom: Bronze - Matthias Mayer Super-G: 5. Platz Abfahrt: 13. Platz Super-Kombination: 10. Platz - Christoph Nösig - Manfred Pranger - Joachim Puchner - Benjamin Raich Super-Kombination: im Slalom ausgeschieden Riesenslalom: 9. Platz - Hannes Reichelt Super-G: 4. Platz Abfahrt: ausgeschieden - Florian Scheiber - Philipp Schörghofer Mannschaftswettbewerb: Gold Riesenslalom: 8. Platz - Georg Streitberger Super-G: 10. Platz | Damen - Eva-Maria Brem - Alexandra Daum - Anna Fenninger Super-G: ausgeschieden Super-Kombination: im Slalom ausgeschieden Abfahrt: 11. Platz Riesenslalom: Bronze - Andrea Fischbacher Super-G: 9. Platz Abfahrt: 8. Platz - Elisabeth Görgl Super-G: 11. Platz Super-Kombination: 6. Platz Abfahrt: 10. Platz Riesenslalom: 23. Platz - Nicole Hosp Super-Kombination: Bronze Mannschaftswettbewerb: Gold Slalom: 15. Platz - Cornelia Hütter - Michaela Kirchgasser Super-Kombination: 4. Platz Mannschaftswettbewerb: Gold Riesenslalom: im 1. Durchgang disqualifiziert Slalom: Silber - Stefanie Köhle - Stefanie Moser Abfahrt: ausgeschieden - Bernadette Schild Slalom: 12. Platz - Marlies Schild Slalom: 9. Platz - Nicole Schmidhofer Super-G: 11. Platz - Regina Sterz Super-G: 17. Platz Abfahrt: 18. Platz - Carmen Thalmann Mannschaftswettbewerb: Gold - Kathrin Zettel Super-Kombination: 5. Platz Riesenslalom: 4. Platz Slalom: 10. Platz |

## Peru(PER)
| Herren - Manfred Oettl Reyes Riesenslalom: im 1. Durchgang ausgeschieden | Damen - Ornella Oettl Reyes Riesenslalom: im 1. Durchgang disqualifiziert |

## Polen(POL)
| Herren - Maciej Bydliński Super-G: 40. Platz Abfahrt: nicht gestartet Super-Kombination: 16. Platz - Mateusz Garniewicz - Michał Jasiczek - Michał Klusak Super-G: 49. Platz Abfahrt: 34. Platz Super-Kombination: in der Abfahrt ausgeschieden Riesenslalom: nicht teilgenommen | Damen - Karolina Chrapek Super-G: nicht gestartet1 Super-Kombination: 27. Platz Riesenslalom: im 2. Durchgang ausgeschieden - Agnieszka Gąsienica-Daniel Super-G: nicht gestartet1 Super-Kombination: in der Abfahrt ausgeschieden Riesenslalom: 29. Platz - Maryna Gąsienica-Daniel Super-G: nicht gestartet1 Riesenslalom: 34. Platz - Aleksandra Kluś |

## Portugal(POR)
| Herren - Ricardo Brancal Riesenslalom: nicht teilgenommen - João-Miguel Marques Riesenslalom: nicht teilgenommen | Damen |

## Puerto Rico(PUR)
| Herren | Damen - Kristina Krone Riesenslalom: 72. Platz |

## Rumänien(ROU)
| Herren - Alexandru Barbu Riesenslalom: 53. Platz | Damen |

## Russland(RUS)
| Herren - Alexander Andrijenko Riesenslalom: 33. Platz - Alexander Choroschilow Super-Kombination: 23. Platz - Sergei Maitakow - Alexander Glebov Super-G: ausgeschieden Abfahrt: 28. Platz - Iwan Murawjow Super-G: ausgeschieden Abfahrt: 31. Platz - Wladislaw Nowikow - Stepan Sujew Riesenslalom: im 1. Durchgang ausgeschieden - Pawel Trichitschew Riesenslalom: 27. Platz | Damen - Xenija Alopina - Darja Astapenko Riesenslalom: 24. Platz - Marija Bedarjowa Super-G: 29. Platz Super-Kombination: 28. Platz Abfahrt: 32. Platz - Jelena Jakowischina Super-G: nicht gestartet1 Super-Kombination: 21. Platz Abfahrt: 30. Platz - Anastassija Kedrina Super-G: nicht gestartet1 Super-Kombination: 24. Platz Abfahrt: 31. Platz - Alexandra Prokopjewa Super-G: nicht gestartet1 Super-Kombination: 23. Platz Abfahrt: 34. Platz - Jelena Prostewa - Anastassija Romanowa Riesenslalom: 42. Platz - Anna Sorokina |

## San Marino(RSM)
| Herren - Lorenzo Bizzocchi Riesenslalom: im 2. Durchgang der Qualifikation ausgeschieden - Vincenzo Romano Michelotti Riesenslalom: 82. Platz | Damen - Eleonora Chiaruzzi Riesenslalom: nicht gestartet - Federica Selva Riesenslalom: 94. Platz |

## Schweden(SWE)
| Herren - Axel Bäck - Jens Byggmark Mannschaftswettbewerb: Silber - Mattias Hargin Mannschaftswettbewerb: Silber - Douglas Hedin Super-G: 34. Platz Abfahrt: 26. Platz Super-Kombination: im Slalom ausgeschieden - Markus Larsson - Calle Lindh - André Myhrer Mannschaftswettbewerb: Silber Riesenslalom: 14. Platz - Matts Olsson Super-G: 32. Platz Riesenslalom: 18. Platz | Damen - Therese Borssén - Nathalie Eklund Mannschaftswettbewerb: Silber Slalom: 16. Platz - Frida Hansdotter Mannschaftswettbewerb: Silber Riesenslalom: 5. Platz Slalom: Bronze - Sara Hector Super-G: nicht gestartet1 Super-Kombination: 9. Platz Abfahrt: 26. Platz Riesenslalom: im 2. Durchgang ausgeschieden - Jessica Lindell-Vikarby Super-G: 15. Platz Riesenslalom: 13. Platz - Maria Pietilä-Holmner Mannschaftswettbewerb: Silber Riesenslalom: 18. Platz Slalom: 6. Platz - Anna Swenn-Larsson Slalom: 23. Platz |

## Schweiz(SUI)
| Herren - Marc Berthod Super-Kombination: 25. Platz Riesenslalom: im 1. Durchgang ausgeschieden - Gino Caviezel Mannschaftswettbewerb: 9. Platz Riesenslalom: 15. Platz - Didier Défago Super-G: 26. Platz Abfahrt: 8. Platz Riesenslalom: im 2. Durchgang ausgeschieden - Marc Gini - Marc Gisin - Carlo Janka Super-G: 25. Platz Abfahrt: 19. Platz Super-Kombination: 8. Platz Riesenslalom: im 2. Durchgang nicht gestartet - Patrick Küng Super-G: 18. Platz Abfahrt: 7. Platz - Reto Schmidiger Mannschaftswettbewerb: 9. Platz - Sandro Viletta Super-Kombination: 5. Platz - Markus Vogel Mannschaftswettbewerb: 9. Platz - Ramon Zenhäusern - Silvan Zurbriggen Super-G: disqualifiziert Abfahrt: 6. Platz Super-Kombination: 7. Platz | Damen - Fränzi Aufdenblatten Super-G: 19. Platz - Dominique Gisin Super-G: 10. Platz Super-Kombination: 10. Platz Abfahrt: ausgeschieden Riesenslalom: im 1. Durchgang ausgeschieden - Michelle Gisin Mannschaftswettbewerb: 9. Platz - Lara Gut Super-G: Silber Super-Kombination: im Slalom ausgeschieden Abfahrt: 16. Platz Riesenslalom: 7. Platz - Wendy Holdener Mannschaftswettbewerb: 9. Platz Riesenslalom: 26. Platz - Nadja Kamer Super-Kombination: im Slalom nicht gestartet Abfahrt: 4. Platz - Marianne Kaufmann-Abderhalden Super-Kombination: 14. Platz Abfahrt: 20. Platz - Mirena Küng - Rahel Kopp Mannschaftswettbewerb: 9. Platz - Fabienne Suter Super-G: 5. Platz Riesenslalom: im 2. Durchgang nicht gestartet |

## Serbien(SRB)
| Herren - Mladen Pešić - Strahinja Stanišić Riesenslalom: 74. Platz - Marko Stevović Riesenslalom: im 2. Durchgang der Qualifikation ausgeschieden - Marko Vukićević Riesenslalom: im 1. Durchgang ausgeschieden - Andrija Vuković Riesenslalom: im 1. Durchgang der Qualifikation ausgeschieden | Damen - Nevena Ignjatović Riesenslalom: 41. Platz - Maša Janković Riesenslalom: im 1. Durchgang ausgeschieden - Veronika Tomić Riesenslalom: im 1. Durchgang ausgeschieden |

## Slowakei(SVK)
| Herren - Matej Falat Mannschaftswettbewerb: 9. Platz Super-G: 50. Platz Super-Kombination: im Slalom ausgeschieden Riesenslalom: im 1. Durchgang ausgeschieden - Vladimír Siráň - Šimon Štancel - Adam Žampa Super-G: 36. Platz Super-Kombination: 13. Platz Mannschaftswettbewerb: 9. Platz Riesenslalom: 17. Platz - Andreas Žampa Mannschaftswettbewerb: 9. Platz Riesenslalom: im 1. Durchgang ausgeschieden | Damen - Jana Gantnerová Super-Kombination: 22. Platz - Barbara Kantorová Riesenslalom: 33. Platz - Barbora Lukáčová - Kristína Saalová Super-G: nicht gestartet1 - Veronika Velez-Zuzulová Mannschaftswettbewerb: 9. Platz - Petra Vlhová Mannschaftswettbewerb: 9. Platz |

## Slowenien(SLO)
| Herren - Janez Jazbec Riesenslalom: im 1. Durchgang ausgeschieden - Patrick Jazbec - Andrej Jerman - Boštjan Kline Super-G: 30. Platz Abfahrt: ausgeschieden Super-Kombination: disqualifiziert (Abfahrt) - Klemen Kosi Super-G: 27. Platz Abfahrt: 29. Platz Riesenslalom: 31. Platz Super-Kombination: 12. Platz - Žan Kranjec Mannschaftswettbewerb: 5. Platz Riesenslalom: 23. Platz - Miha Kürner Mannschaftswettbewerb: 5. Platz - Rok Perko Super-G: 35. Platz - Matic Skube - Andrej Šporn Super-G: 31. Platz Abfahrt: 11. Platz - Mitja Valenčič - Mišel Žerak Mannschaftswettbewerb: 5. Platz Riesenslalom: im 1. Durchgang ausgeschieden | Damen - Vanja Brodnik Super-Kombination: 20. Platz Abfahrt: 25. Platz - Ana Bucik Mannschaftswettbewerb: 5. Platz - Ana Drev Mannschaftswettbewerb: 5. Platz Riesenslalom: 10. Platz - Maruša Ferk - Katja Horvat Riesenslalom: 36. Platz - Katarina Lavtar - Tina Maze Super-G: Gold Super-Kombination: Silber Abfahrt: 7. Platz Riesenslalom: Silber - Eli Plut - Tina Robnik Riesenslalom: im 1. Durchgang disqualifiziert - Ilka Štuhec Super-G: 6. Platz Super-Kombination: im Slalom ausgeschieden Abfahrt: 19. Platz Mannschaftswettbewerb: 5. Platz Riesenslalom: 32. Platz |

## Spanien(ESP)
| Herren - Pol Carreras - Paul de la Cuesta Super-G: 37. Platz Abfahrt: 33. Platz Super-Kombination: 18. Platz - Pol Rocamora - Xavier Salarich - Ferrán Terra Super-G: ausgeschieden Abfahrt: ausgeschieden Super-Kombination: disqualifiziert (Abfahrt) | Damen - Andrea Jardi - Carolina Ruiz Castillo Super-G: 20. Platz Abfahrt: 15. Platz Riesenslalom: im 2. Durchgang nicht gestartet |

## Südafrika(RSA)
| Herren - Alexander Heath Riesenslalom: 79. Platz - Sive Speelman Riesenslalom: 90. Platz - Tsotane Dywili Riesenslalom: 93. Platz | Damen - Laura Bauer Riesenslalom: 101. Platz |

## Südkorea(KOR)
| Herren - Park Hyun Riesenslalom: 59. Platz | Damen |

## Taiwan(TPE)
| Herren - Wu Meng-che Riesenslalom: 95. Platz | Damen - Huang Pei-chen Riesenslalom: im 1. Durchgang disqualifiziert |

## Tschechien(CZE)
| Herren - Ondřej Bank Abfahrt: 27. Platz Super-Kombination: 11. Platz Mannschaftswettbewerb: 5. Platz Riesenslalom: nicht gestartet - Ondřej Berndt Super-G: disqualifiziert Mannschaftswettbewerb: 5. Platz Riesenslalom: im 2. Durchgang der Qualifikation ausgeschieden - Kryštof Krýzl - Filip Trejbal Mannschaftswettbewerb: 5. Platz - Martin Vráblík Super-G: 41. Platz Abfahrt: 36. Platz Super-Kombination: 15. Platz Riesenslalom: nicht gestartet - Adam Zika | Damen - Martina Dubovská Mannschaftswettbewerb: 5. Platz Riesenslalom: 39. Platz - Klára Křížová Super-G: 25. Platz Super-Kombination: im Slalom ausgeschieden Abfahrt: 24. Platz - Eva Kurfürstová - Kateřina Pauláthová Mannschaftswettbewerb: 5. Platz Riesenslalom: im 1. Durchgang ausgeschieden - Valentina Volopichová Mannschaftswettbewerb: 5. Platz Riesenslalom: im 1. Durchgang ausgeschieden - Šárka Záhrobská Riesenslalom: 37. Platz |

## Ukraine(UKR)
| Herren - Rostyslaw Feschtschuk Super-G: 60. Platz Abfahrt: 44. Platz Super-Kombination: 26. Platz Riesenslalom: nicht gestartet - Iwan Kowbasnjuk Super-G: 65. Platz Riesenslalom: 73. Platz - Wassyl Teletschuk Riesenslalom: 56. Platz | Damen - Anastassija Gorbunowa Riesenslalom: 68. Platz - Bohdana Mazjozka Super-G: nicht gestartet1 Super-Kombination: 32. Platz Riesenslalom: 46. Platz - Tetjana Tikun Super-G: nicht gestartet1 Riesenslalom: im 1. Durchgang ausgeschieden - Roxana Tymtschenko Riesenslalom: 69. Platz |

## Ungarn(HUN)
| Herren - Márton Bene - Csaba Bujtás - Norbert Farkas Riesenslalom: 47. Platz - Zoltán Halmágyi Riesenslalom: im 2. Durchgang der Qualifikation ausgeschieden - Balázs Hegyi Riesenslalom: im 2. Durchgang der Qualifikation ausgeschieden - Márton Kékesi Super-G: disqualifiziert - Márton Stark - Bertold Szepesi - Benjámin Szőllős Riesenslalom: 78. Platz | Damen - Anna Berecz Super-G: nicht gestartet1 Riesenslalom: 48. Platz - Réka Berecz Riesenslalom: 92. Platz - Réka Csima Riesenslalom: 87. Platz - Dóra Döme Riesenslalom: im 1. Durchgang ausgeschieden - Donáta Hellner - Johanna Hellner - Szelina Hellner - Edith Miklós Super-G: nicht gestartet1 Super-Kombination: 19. Platz Abfahrt: 23. Platz - Zsuzsanna Úry |

## Usbekistan(UZB)
| Herren - Dmitri Babikow Riesenslalom: 64. Platz - Safar Egemberdijew - Anvar Junisov - Temur Sabirow - Arkadi Sementschenko Riesenslalom: im 1. Durchgang der Qualifikation ausgeschieden - Konstantin Schtschennikow Riesenslalom: im 1. Durchgang der Qualifikation ausgeschieden - Artjom Woronow Riesenslalom: im 1. Durchgang der Qualifikation ausgeschieden | Damen - Swetlana Baranowa - Tatjana Baranowa - Xenija Grigorjewa Riesenslalom: im 1. Durchgang ausgeschieden - Oxana Sujewa |

## Vereinigte Staaten(USA)
| Herren - Michael Ankeny - Thomas Biesemeyer Super-G: 13. Platz Super-Kombination: im Slalom ausgeschieden Riesenslalom: 40. Platz - Will Brandenburg Super-Kombination: in der Abfahrt ausgeschieden Mannschaftswettbewerb: 5. Platz - David Chodounsky Mannschaftswettbewerb: 5. Platz - Ryan Cochran-Siegle Super-G: 15. Platz Super-Kombination: in der Abfahrt ausgeschieden - Travis Ganong Abfahrt: ausgeschieden - Jared Goldberg - Tim Jitloff Mannschaftswettbewerb: 5. Platz Riesenslalom: 16. Platz - Robby Kelley Riesenslalom: 26. Platz - Ted Ligety Super-G: Gold Super-Kombination: Gold Riesenslalom: Gold - Steven Nyman Abfahrt: 25. Platz - Marco Sullivan Abfahrt: ausgeschieden - Andrew Weibrecht Super-G: ausgeschieden Abfahrt: 22. Platz | Damen - Stacey Cook Super-Kombination: 18. Platz Abfahrt: 6. Platz Mannschaftswettbewerb: 5. Platz - Julia Mancuso Super-G: Bronze Abfahrt: 5. Platz Super-Kombination: 8. Platz Riesenslalom: 22. Platz - Alice McKennis Abfahrt: 17. Platz - Laurenne Ross Super-G: 26. Platz Super-Kombination: 11. Platz Mannschaftswettbewerb: 5. Platz Riesenslalom: im 2. Durchgang ausgeschieden - Mikaela Shiffrin Mannschaftswettbewerb: 5. Platz Riesenslalom: 6. Platz Slalom: Gold - Leanne Smith Super-G: 16. Platz Abfahrt: 12. Platz Super-Kombination: im Slalom nicht gestartet - Resi Stiegler Slalom: 22. Platz - Lindsey Vonn Super-G: ausgeschieden |

## Zypern(CYP)
| Herren - Dinos Lefkaritis Riesenslalom: 86. Platz - Konstandinos Papamichail Riesenslalom: 60. Platz | Damen - Maria Fotiadis Riesenslalom: 91. Platz - Alexandra Taylor Riesenslalom: 88. Platz |